# وزارت‌خانه‌های افغانستان
- وزارت احیا و انکشاف دهات
- وزارت اطلاعات و فرهنگ
- وزارت اقتصاد
- وزارت امور خارجه
- وزارت امور داخله
- وزارت امور زنان
- وزارت امور سرحدات، اقوام و قبایل
- وزارت امور مهاجرین و عودت کننده گان
- وزارت انرژی و آب
- وزارت انکشاف شهری
- وزارت تحصیلات عالی
- وزارت تجارت و صنایع
- وزارت ترانسپورت و هوانوردی ملکی
- وزارت حج و اوقاف
- وزارت دفاع ملی
- وزارت زراعت، آبیاری و مالداری
- وزارت صحت عامه
- وزارت عدلیه
- وزارت فوائد عامه
- وزارت کار، امور اجتماعی، شهدا و معلولین
- وزارت مالیه
- وزارت مبارزه علیه مواد مخدر
- وزارت مخابرات و تکنالوژی معلوماتی
- وزارت معادن
- وزارت معارف
- وزارت دولت در امور رسیدگی به حوادث جمهوری اسلامی افغانستان